# Чехановер, Йосеф
Йосеф Чехановер (ивр. יוסף צ'חנובר‎; 1 октября 1933, Хайфа, Подмандатная Палестина — 17 сентября 2024) — израильский юрист и дипломат. В 1960—1966 годах заместитель юридического советника, а затем юридический советник министерства сельского хозяйства, в 1968—1974 годах юридический советник министерства обороны, в 1978—1980 годах генеральный директор министерства иностранных дел. Руководитель ряда дипломатических миссий в странах Северной Америки и Европы, участник египетско-израильских мирных переговоров, глава комиссии по расследованию неудачного покушения на Халеда Машаля (1997), представитель Израиля в назначенной ООН комиссии Палмера по расследованию конфликта у берегов Газы (2010). Лауреат Государственной премии Израиля за особые заслуги перед обществом и государством (2021), командор ордена Почётного легиона (Франция).

## Биография
Родился в 1933 году в Хайфе в семье выходцев из Польши, прибывших в Палестину в конце 1920-х годов, познакомившихся и поженившихся уже после переезда. Отец, Ицхак Чехановер, был адвокатом, мать, Блюма (урождённая Лубашевская), — секретаршей и учительницей английского языка. Младший брат Йосефа, Аарон, стал учёным-биохимиком и в 2004 году получил Нобелевскую премию по химии. Учился в школе «Хугим», принимал участие в молодёжном движении «Бней Акива».
В 1951 году призван на службу в артиллерийские войска. Во время службы окончил офицерские курсы и завершил её в отделе кадров учебной базы артиллерийских войск. В 1953—1957 годах учился в Еврейском университете в Иерусалиме на юридическом факультете. В первые годы учёбы подрабатывал сначала на фабрике по производству электрических проводов, а затем в ночную смену в новостном агентстве UPI, где занимался переводом международных новостей и их распространением по израильским газетам. Получив степень магистра права в 1957 году, продолжил обучение на педагогическом факультете и в 1960 году получил также степень по этой специальности.
Начиная с последнего года учёбы на юридическом факультете работал в министерстве сельского хозяйства Израиля. Параллельно проходил юридическую практику сначала в частной фирме, а затем у юридического советника министерства. В 1960 году назначен заместителем юридического советника министерства сельского хозяйства, а затем и сам занял этот пост. Работал с министрами Кадишем Лузом, Моше Даяном и Хаимом Гвати, оставался в должности до 1966 года. Сыграл важную роль в адаптации британских мандатных законов (в частности, по лесному хозяйству и по болезням скота) к реалиям суверенного Израиля, а также в принятии новых законов об охране окружающей среды, о Земельной администрации Израиля и о производстве и экспорте сельскохозяйственной продукции. В 1962 году женился на Атаре Пекер, в этом браке, продлившемся почти 50 лет, родились трое детей.
В 1966 году получил стипендию на продолжение образования от министерства сельского хозяйства и Продовольственной и сельскохозяйственной организации ООН. Поступил в юридическую школу Калифорнийского университета в Беркли, где в 1967 году также получил степень магистра права. В 1968 году по просьбе Моше Даяна, к этому времени возглавившего министерство обороны Израиля, был отозван из США и назначен юридическим советником военного ведомства. За шесть лет работы на этом посту (до 1974 года) участвовал в урегулировании юридических аспектов импорта и экспорта вооружений, а также администрирования оккупированных в ходе Шестидневной войны территорий. При участии Чехановера был принят закон о ведомстве омбудсмена по жалобам военнослужащих. После того как Франция приняла решение наложить эмбарго на поставки вооружений Израилю, юридический советник министерства обороны занимался урегулированием правовых аспектов этого акта, в частности, в отношении 50 уже оплаченных и построенных для Армии обороны Израиля истребителей «Мираж».
С 1974 по 1978 год возглавлял миссию министерства обороны в Канаде и США. Занимался организацией закупок вооружения в США, объём которых за это время увеличился в десятки раз, способствуя повышению будущей обороноспособности Израиля. По возвращении в Израиль премьер-министр Менахем Бегин по рекомендации Моше Даяна назначил Чехановера генеральным директором министерства иностранных дел. Менее чем за три года в этой должности тот успел поработать с тремя разными министрами — Даяном, самим Бегином и Ицхаком Шамиром. В ходе проходивших в этот период мирных переговоров с Египтом на Чехановера были возложены задачи поддержания связи между правительством и делегацией Израиля на переговорах.
После 1980 года перешёл в частный бизнес. В 1981—1985 годах входил в руководство финансовой группы IDB, занимал пост вице-президента совета директоров банка «Дисконт» в Нью-Йорке и входил в комитет этого банка по инвестициям. В этот период защитил диссертацию на степень доктора философии и иудаики в Бостонском университете (1991). В 1995 году основал венчурный фонд «Этгар», мобилизовавший средства в США для инвестиций в проекты в Израиле. В 1995—2001 годах — президент советов директоров банка «Дисконт» в Израиле и ведущей гражданской авиакомпании Израиля «Эль Аль»; на последнем посту руководил переходом компании из-под конкурсного управления в разряд обычных коммерческих фирм.
В 1990-е и начале 2000-х годов продолжал общественную и дипломатическую деятельность. В 1992 году назначен председателем комиссии по борьбе с наркотиками, а в 1997 году возглавил комиссию по расследованию неудачного покушения на лидера организации ХАМАС Халеда Машаля. В 2013 году инициировал создание при Тель-Авивском университете Центра ближневосточных исследований Моше Даяна и был первым председателем его совета попечителей; входил также в советы попечителей Тель-Авивского университета, хайфского Техниона и беэр-шевского Университета имени Бен-Гуриона.
Когда с целью расследования конфликта 2010 года у берегов Газы ООН учредила комиссию под руководством Джеффри Палмера, Чехановер вошёл в неё как представитель израильской стороны. В своём итоговом отчёте комиссия согласилась с большинство аргументов Израиля, в том числе о его праве задерживать иностранные суда, декларирующие намерение нарушить морскую блокаду Газы. В 2016 году по поручению премьер-министра Биньямина Нетаньяху Чехановер вёл переговоры о восстановлении связей с Турцией, пострадавших, в частности, в результате этого же инцидента. В 2019 году произошло охлаждение отношений между Израилем и Польшей после того, как там был принят закон, запрещающий обвинять поляков в участии в Холокосте; главой израильской делегации, направленной на переговоры с целью возобновления связей, был также назначен Йосеф Чехановер.
Скончался в сентябре 2024 года вдовцом, оставив после себя двух дочерей и сына.

## Признание заслуг
В 1980 году за деятельность по укреплению американо-израильских связей награждён медалью министерства обороны США «За выдающуюся службу». В 2010 году произведён в офицеры французского ордена Почётного легиона, а в 2014 году получил звание командора этого ордена. В 2021 году стал лауреатом Государственной премии Израиля за особые заслуги перед обществом и государством.
Почётный доктор Еврейской теологической семинарии (Нью-Йорк), Бостонского университета, Университета имени Бар-Илана и хайфского Техниона, почётный член Академического инженерного колледжа в Иерусалиме.